# For You, For Me Tour
For You, For Me Tour – krótka amerykańska trasa koncertowa australijskiej piosenkarki Kylie Minogue (dziewiąta w karierze artystki) z 2009 r. Obejmowała dziewięć koncertów w Ameryce Północnej; w tym tylko 1 w Kanadzie.

## Program koncertów
1. „Overture” (fragmenty utworów „Over the Rainbow”, „Somewhere” i „The Sound of Music) (instrumentalne interludium)
2. „Light Years”
3. „Speakerphone”
4. „Come into My World”
5. „In Your Eyes”
6. Everything Taboo Medley
  1. „Shocked” (wplecione fragmenty utworów „Do You Dare”, „It’s No Secret”, „Give Me Just a Little More Time”, „Keep on Pumpin’ It” i „What Kind of Fool (Heard All That Before)”
  2. „What Do I Have To Do?” (wpleciony fragment utworu „I’m Over Dreaming (Over You))
  3. „Spinning Around” (wplecione fragmenty utworów: „Finally”, „Fascinated”, „The Real Slim Shady”, „Buffalo Gals”, „Ride on Time” i „Such a Good Feeling”)
7. „Better Than Today”
8. „Like a Drug” (wpleciony fragment utworu „Blue Monday”)
9. „Can’t Get You Out of My Head”
10. „Slow”
11. „2 Hearts”
12. „Red Blooded Woman” (wpleciony fragment utworu „Where the Wild Roses Grow”)
13. „Heart Beat Rock” (wplecione fragmenty utworów: „Nu-di-ty” i „Slow”) (taneczne interludium)
14. „Wow”
15. „White Diamond Theme” (wideo interludium; wplecione fragmenty filmów „The Wizard of Oz”, „Casablanca”, „A Streetcar Named Desire”, „Sunset Boulevard”, „All About Eve”, „Beyond the Forest” oraz „Mommie Dearest”)
16. „White Diamond” (zagrane jak ballada)
17. „Confide in Me”
18. „I Believe in You” (zagrane jak ballada)
19. „Burning Up” (w utworze zawarty fragment coveru utworu „Vogue” Madonny)
20. „The Locomotion”
21. „Kids”
22. „In My Arms”

Bisy:
1. „Better the Devil You Know” (zawarte fragmenty utworu „So Now Goodbye”)
2. „The One”
3. „Love at First Sight”

## Lista koncertów
- 30 września i 1 października 2009 – Oakland, Kalifornia, USA – Fox Theatre
- 3 października 2009 – Las Vegas, Nevada, USA – Pearl Concert Theater
- 4 października 2009 – Los Angeles, Kalifornia, USA – Hollywood Bowl
- 7 października 2009 – Chicago, Illinois, USA – UIC Pavillion
- 9 października 2009 – Toronto, Kanada – Air Canada Centre
- 11, 12 i 13 października – New York City, Nowy Jork, USA – Hammerstein Ballroom

Koncert w Chicago (7 października) pierwotnie miał odbyć się w Congress Theater. Tam go anulowano i przeniesiono UIC Pavillion.

## Personel

### Zespół Kylie Minogue
- Gitara – Adrian Eccleston
- Gitara basowa – Jenni Tarma
- Perkusja (elektroniczna i akustyczna) – Matthew Racher
- Saksofon – Graeme Blavins
- Puzon – Barnaby Dickinson
- Trąbka – Graeme Flowers
- Keyboardy i reżyseria zespołu – Sarah DeCourcy
- Chórki – Roxanne Wilde i Lucita Jules
- Produkcja, miksowanie i programowanie – Steve Anderson

### Personel techniczny Kylie Minogue
- Reżyseria – William Baker
- Projekcja sceny – Alan Mac Donalds
- Reżyser oświetlenia – Nick Whitehouse
- Reżyserzy muzyki – Steve Anderson i Sarah de Courcy
- Reżyser wideo – Tom Colbourne
- Reżyseria laserów i efektów – Lorenzo Cornacchia